# Bilirubinurie
Als Bilirubinurie bezeichnet man die Ausscheidung von Bilirubin über den Urin. Bilirubin ist ein Abbauprodukt des Häms, des zentralen Bausteins des roten Blutfarbstoffes. Übersteigt die Konzentration des direkten (konjugierten) Bilirubins im Blut den Wert von 0,5 mg/dl (8,5 µmol/l), wird er über den Harn ausgeschieden und verursacht eine bräunlich-gelbe Färbung des Urins. 
Da unkonjugiertes (indirektes) Bilirubin nicht über den Urin ausgeschieden wird, kann eine Bilirubinurie zur Unterscheidung einer durch Blutzerfall verursachten Gelbsucht (prähepatischer Ikterus) von einer durch eine Lebererkrankung oder Gallenabflussstörung verursachten (hepatischer und posthepatischer Ikterus) herangezogen werden. Ein prähepatischer Ikterus geht ohne Bilirubinurie einher.
Der Nachweis von Bilirubin kann semiquantitativ mit einem Urinteststreifen erfolgen. Falsch negative Ergebnisse können entstehen, wenn der Urin längere Zeit gestanden hat oder dem Sonnenlicht ausgesetzt war, weil dadurch Bilirubin zu Biliverdin oxidiert wird. Außerdem können größere Mengen Ascorbinsäure oder Nitrit die Nachweisempfindlichkeit herabsetzen.